# Pseudotectaria crinigera
Pseudotectaria crinigera là một loài thực vật có mạch trong họ Dryopteridaceae. Loài này được (C. Chr.) Tardieu miêu tả khoa học đầu tiên năm 1954.